# 孙吉亭
孙吉亭，中国海洋经济学家。澳大利亚卧龙岗大学博士后，澳大利亚莫纳什大学访问学者，并是中国培养的第一位渔业经济学博士。现任山东省海洋经济文化研究院副院长、研究员。
同时还兼任《中国海洋经济》杂志主编、山东省海洋经济研究中心主任、山东省社会科学规划重点研究基地——海洋经济研究基地首席专家、中国海洋学会理事、中国海洋发展研究会理事、中国海洋学会海洋经济分会副秘书长、山东省海洋经济技术研究会常务理事、中国海洋大学兼职教授、青岛大学和青岛科技大学硕士研究生导师，日照市蓝色经济区专家咨询委员会专家。曾任澳大利亚卧龙岗大学荣誉研究员。研究方向包括海洋产业经济、沿海地区发展战略与政策等。主持完成各级科研课题20余项，合作完成各级科研课题30余项，出版学术专著与发表学术论文100余项，荣获山东省社会科学优秀成果二等奖1项，三等奖1项，其他各类科研成果奖20余项。2012年被授予“齐鲁文化英才”称号。

## 专著
- 《山东海洋产业结构与布局优化研究》，孙吉亭为第二主编，海洋出版社1998年出版。
- 《海洋经济理论与实务研究》，孙吉亭等著，海洋出版社2008年10月出版。
- 《蓝色经济研究》，孙吉亭等著，海洋出版社2009年12月出版。
- 《山东半岛海洋自然环境与科学技术》，孙吉亭为副主编，海洋出版社2010年6月出版。
- 《海洋资源与产业经济研究》，孙吉亭等著，海洋出版社2010年12月出版。
- 《蓝色经济学》，孙吉亭等著，海洋出版社2011年11月出版。
- 《中国区域海洋学———海洋经济学》，孙吉亭为副主编，海洋出版社2012年6月出版。
- 《海洋科技产业论》，孙吉亭等著，海洋出版社2012年10月出版。
- 《滨海旅游文化研究》，孙吉亭为副主编，山东人民出版社2014年2月出版。
- 《山东海洋资源与产业开发研究》，孙吉亭主编，山东人民出版社2014年2月出版。